# Programa Luna

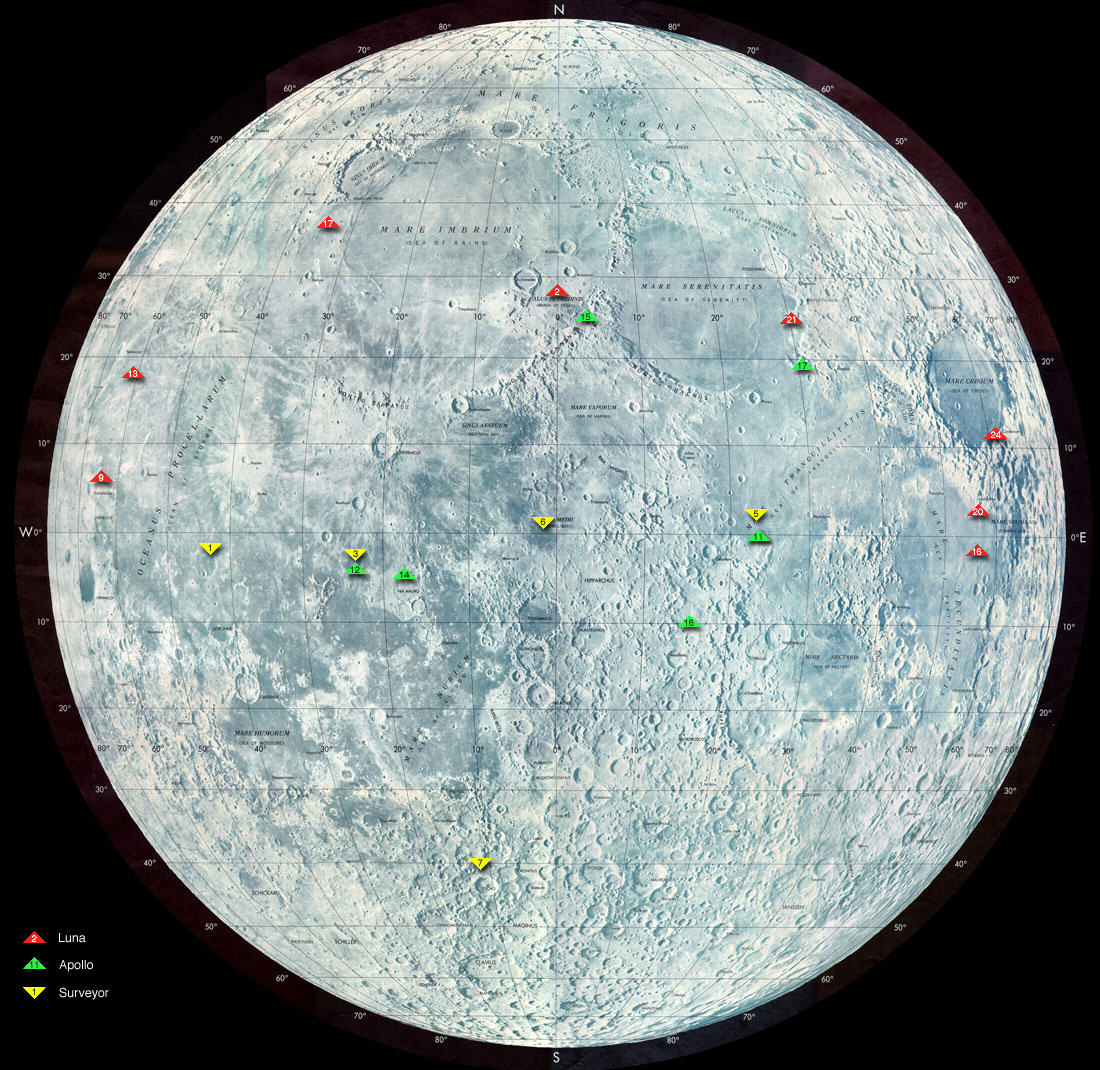
Localização das missões Luna na superfície da Lua.

Programa Luna (também conhecido como Lunik) foi a designação de uma série de missões espaciais não-tripuladas enviadas à Lua pela União Soviética entre 1959 e 1976. Retornando com uma missão mal-sucedida em 2023. Quinze naves foram bem sucedidas, cada uma projetada como um orbitador ou aterrissador, e realizaram muitas conquistas na exploração do espaço. 
Executaram também muitas experiências, estudando a composição química, a gravidade, a temperatura e a radiação da Lua. Vinte e cinco naves espaciais foram designadas de Luna, embora mais fossem lançadas. Aquelas que falhavam no lançamento, ou não alcançaram a órbita da Lua por qualquer motivo, não eram reconhecidos publicamente naquele tempo, e a elas não eram atribuídos números da série "Luna" de missões. 
Outra realização importante do programa Luna foi a habilidade de coletar amostras do solo lunar e de retorná-las à terra, em 1970.
As missões Apollo, entretanto, retornaram muito mais solo da lua. O programa soviético retornou 326 gramas de amostras lunares quando o programa da NASA retornou aproximadamente 480 quilogramas, algumas selecionadas no local por um geólogo. Entretanto, a exploração robótica é a moda atual da pesquisa do sistema solar. As primeiras missões do programa Luna, foram as primeiras missões avançadas desse tipo.

## Missões
- Luna 1
  - Lançada em 2 de janeiro de 1959
  - Passou a 6 000 km da Lua e transformou-se na primeira nave espacial a cair na órbita em torno do Sol.

- Luna 2
  - Lançada em 12 de setembro de 1959
  - Transformando-se no primeiro objeto sintético a alcançar a Lua a 29,10ºN-0,00º em 14 de setembro de 1959.

- Luna 3
  - Lançada em 4 de outubro de 1959
  - Fez em 10 de outubro de 1959 as primeiras fotografias do lado oculto da Lua, que não pode ser visto da Terra.

- Luna 4
  - Lançada em 2 de abril de 1963
  - Passou a 8 500 km da Lua e entrou em órbita solar.

- Luna 5
  - Lançada em 9 de maio de 1965
  - Destruiu-se com impacto na superfície lunar a 31ºS-8ºE.

- Luna 6
  - Lançada em 8 de junho de 1965
  - Passou a 161 000 km da Lua e entrou em órbita solar.

- Luna 7
  - Lançada em 4 de outubro de 1965
  - Destruiu-se com impacto na superfície lunar a 9ºN-40ºW.

- Luna 8
  - Lançada em 3 de dezembro de 1965
  - Destruiu-se com impacto na superfície lunar a 9,1ºN-63,3ºW.

- Luna 9
  - Lançada em 31 de janeiro de 1966
  - Aterrissou com sucesso em 3 de fevereiro a 7,08ºN-64,4ºW e enviou fotografias.

- Luna 10
  - Lançada em 31 de março de 1966
  - Transformou-se o primeiro satélite artificial da lua. Orbitou numa distancia de 350 km. Manteve contato durante 460 órbitas em 2 meses.

- Luna 11
  - Lançada em 24 de agosto de 1966
  - Distancia mínima da Lua 159 km. Transmitiu até 1 de outubro de 1966.

- Luna 12
  - Lançada em 22 de outubro de 1966
  - Transmitiu até 19 de janeiro de 1967.

- Luna 13
  - Lançada em 21 de dezembro de 1966
  - Aterrissou em 24 de dezembro de 1966 a 18,87ºN-62ºW. Estudou o solo e transmitiu até 27 de dezembro de 1966.

- Luna 14
  - Lançada em 7 de abril de 1968
  - Satélite lunar. Orbitou a uma distancia mínima de 160 km.

- Luna 15
  - Lançada em 13 de julho de 1969
  - Destruiu-se com impacto na superfície lunar 17ºN-60ºE em 21 de julho de 1969. Foi lançada na mesma época que a Apollo 11.

- Luna 16
  - Lançada em 12 de setembro de 1970
  - Aterrissou a 0,68ºS-56,30ºE em 20 de setembro de 1970. Regressou a Terra em 24 de setembro com 101 g de basalto lunar.

- Luna 17
  - Lançada em 10 de novembro de 1970
  - Aterrissou em 17 de novembro de 1970 transportando o Lunokhod 1 a 38,28ºN-35ºW.

- Luna 18
  - Lançada em 2 de setembro de 1971
  - Destruiu-se com impacto na superfície lunar a 3,57ºN-50,50ºE.

- Luna 19
  - Lançada em 28 de setembro de 1971
  - Realizou 4 000 órbitas antes de perder o contato.

- Luna 20
  - Lançada em 14 de fevereiro de 1972
  - Aterrissou em 21 de fevereiro de 1972 a 3,57ºN-56,50ºE. Retornou a Terra com 30 g de amostras do solo lunar em 25 de fevereiro de 1972.

- Luna 21
  - Lançada em 8 de janeiro de 1973
  - Aterrissou em 16 de janeiro de 1973 a 25,85ºN-30,45ºE transportando o Lunokhod 2.

- Luna 22
  - Lançada em 2 de junho de 1974
  - Transmitiu até 6 de novembro de 1975.

- Luna 23
  - Lançada em 28 de outubro de 1974
  - Aterrissou no Mare Crisium. Fracassou em recolher amostras. Transmitiu até 9 de novembro de 1975.
  - Imagens obtidas em 2012 pela sonda Lunar Reconnaissance Orbiter, revelaram que a Luna-23 tombou, ficando de lado e não conseguindo assim finalizar a sua missão.[1]

- Luna 24
  - Lançada em 14 de agosto de 1976
  - Aterrissou em 18 de agosto de 1976 a 12,25ºN-62,20ºE, 2,3 km de distância da Luna 23. Escavou até 2 metros e regressou a Terra em 22 de agosto de 1976 com 170 g de amostras do solo lunar.
- Luna 25
  - Lançada em 10 de agosto de 2023
  - Após 47 anos desde o último lançamento das missões Luna; A missão Luna-25 destruiu-se com impacto na superfície da Lua, após falha do motor na manobra de pré-pouso, que ocasionou na perda de comunicação e na sua destruição no dia 19 de agosto de 2023.